# Leistungsauszahlung
Der Begriff Leistungsauszahlungen ist ein Bestandteil des Finanzmanagements aus den Wirtschaftswissenschaften.
Wesentlicher Bestandteil der Auszahlungen sind die Leistungsauszahlung, also die laufend anfallenden Auszahlungen für Löhne und Gehälter, für den Einkauf von Waren bzw. Roh-, Hilf- und Betriebsstoffen sowie von Dienstleistungen sowie Auszahlungen für die Beschaffung der im Leistungsbereich benötigten Betriebsmittel.
Weitere Einzahlungen und Auszahlungen ergeben sich aus der Beziehung der Unternehmung zu ihren externen Kapitalgebern. Diese Einlagen (Eigenkapital) bzw. Kredite (Fremdkapital) Rechtsbeziehungen, die zukünftige Zahlungen erforderlich machen.
Auch nicht unmittelbar vom Leistungsbereich abhängig sind Auszahlungen für den Erwerb von Finanztiteln oder Zahlungen an den Staat in Form von Steuern, Beiträgen oder Gebühren. Natürlich gibt es aus diesen Bereichen auch Einzahlungen zum Beispiel durch den Verkauf von Finanztiteln, Dividenden- oder Zinszahlungen, Subventionen Zuschüsse oder Steuerrückzahlungen.
Siehe auch: Leistungseinzahlung